# А209.50 Saturn
МТК А209.50 Saturn — туристический автобус, выпускаемый ЧП «Автотехнология» с 2011 года. В основе его конструкции лежит шасси Mercedes-Benz Sprinter.

## История
Автобус А209.50 Saturn планировалось запустить в производство в 2007 году, однако лицензия была куплена в 2010 году.
В базовую комплектацию входят 19 пассажирских мест для сиденья. Обшивка салона — тканевая. Над сиденьями в салоне присутствуют багажные полки.
Цена составляет 69047 евро.

## Двигатели
| Модель                                   | Модель двигателя | Количество и расположение цилиндров | Объём    | Мощность                            | Крутящий момент             | Выбросы СО2 |
| ---------------------------------------- | ---------------- | ----------------------------------- | -------- | ----------------------------------- | --------------------------- | ----------- |
| Дизельные двигатели внутреннего сгорания |                  |                                     |          |                                     |                             |             |
| 515 CDI                                  | OM 646 DE22LA    | 4, рядное                           | 2148 см³ | 150 л. с. (110 кВт) при 3800 об/мин | 330 Нм при 1200—2400 об/мин | Евро-3/4    |
| 316 CDI                                  | OM 646 DE22LA    | 4, рядное                           | 2148 см³ | 163 л. с. (120 кВт) при 3800 об/мин | 360 Нм при 1400—2400 об/мин |             |

## Модификации
- МТК А209.20 Saturn — автобус на базе Mercedes-Benz 316CDI (W906)
- МТК А209.25 Saturn — автобус на базе Mercedes-Benz 316CDI KA (W906)
- МТК А209.29 — автобус на базе Mercedes-Benz Sprinter (W906)
- АТ А209.30 — автобус на базе Mercedes-Benz 316CDI (W906)
- МТК А209.35 Saturn — автобус на базе Mercedes-Benz Sprinter (W906)
- МТК А209.39 — автобус на базе Mercedes-Benz 313CDI/316CDI (W906)
- МТК А209.50 Saturn — автобус на базе Mercedes-Benz 515CDI/518CDI (W906)
- АТ A210.52 — автобус на базе Peugeot Boxer
- АТ A210.58 — автобус на базе Peugeot Boxer
- АТ A211.50 — автобус на базе Mercedes-Benz 515CDI/518CDI (W907)
- МТК А307.50 Selena — опытный автобус на базе Mercedes-Benz 515CDI/518CDI (W906)